# Pottiga
Pottiga – część gminy (Ortsteil) Rosenthal am Rennsteig w Niemczech, w kraju związkowym Turyngia, w powiecie Saale-Orla. Do 31 grudnia 2018 jako samodzielna gmina wchodziła w skład wspólnoty administracyjnej Saale-Rennsteig.